# Insidious: The Last Key
Insidious: The Last Ley är en amerikansk skräckfilm från 2018 i regi av Adam Robitel, med manus skrivet av Leigh Whannell. Filmen, som är den fjärde filmen i Insidious-serien, hade officiell biopremiär den 5 januari 2018. Bland filmens större huvudroller syns Lin Shaye, i rollen som Elise Rainier.

## Handling
Filmens handling kretsar kring parapsykologen Elise Rainier, som undersöker ett hemsökande i sitt barndomshem.

## Rollista (i urval)
- Lin Shaye – Elise Rainier
  - Ava Kolker – Elise Rainier, som barn
  - Hana Hayes – Elise Rainier, som tonåring
- Angus Sampson – Tucker
- Leigh Whannell – Specs
- Spencer Locke – Melissa Rainier
- Caitlin Gerard – Imogen Rainier
- Bruce Davison – Christian Rainier
  - Pierce Pope – Christian Rainier, som barn
  - Thomas Robie – Christian Rainier, som tonåring
- Kirk Acevedo – Ted Garza
- Josh Stewart – Gerald Rainier
- Tessa Ferrer – Audrey Rainier
- Aleque Reid – Anna
- Marcus Henderson – detektiv Whitfield
- Amanda Jaros – Mara Jennings